# サンタンジェロ・ア・クーポロ
サンタンジェロ・ア・クーポロ（イタリア語: Sant'Angelo a Cupolo）は、イタリア共和国カンパニア州ベネヴェント県にある、人口約4,300人の基礎自治体（コムーネ）。

## 地理

### 位置・広がり
ベネヴェント県のコムーネ。県都ベネヴェントから南南東へ7kmの距離にある。

#### 隣接コムーネ
隣接するコムーネは以下の通り。括弧内のAVはアヴェッリーノ県所属を示す。
- ベネヴェント
- チェッパローニ
- キアンケ (AV)
- サン・レウチョ・デル・サンニオ
- サン・マルティーノ・サンニータ
- サン・ニコーラ・マンフレーディ

## 行政

### 分離集落
以下の分離集落（フラツィオーネ）がある。
- Bagnara, Cardilli, Maccoli, Medina, Montorsi, Motta, Panelli, Pastene, Perrillo, San Marco ai Monti, Sciarra